# Angra Maynu
În mitologia persană, Angra Maynu, cunoscut și sub numele Ahriman este zeul întunericului, personificarea și creatorul răului, eternul distrugător al binelui. Numele "Ahriman" înseamnă "spirit diabolic". Simbolul lui este șarpele. Angra Maynu conduce grupul celor șapte zei diabolici, Daevas, contra lui Ahura Mazda și a divinităților Amesha Spentas. Angra Maynu este cel ce a cauzat multe necazurii omenirii, aducând înghețul în timpul iernii și arșița în timpul verii, abătând asupra lumii numeroase boli. El l-a creat înspăimântătorul dragon Azi Dahaka pentru a distruge Pământul.
Angra Maynu este fratele lui Ahura Mazda, tatăl lor fiind Zurvan, zeul timpului și al spațiului infinit și indefinit.